# Баботи
Баботи (груз. ბაბოთი) — село в Грузии, на территории Ванского муниципалитета края (мхаре) Имеретия.

## География
Село находится в западной части Грузии, в верховьях реки Переты, на расстоянии приблизительно 15 километров (по прямой) к востоко-юго-востоку от города Вани, административного центра муниципалитета. Абсолютная высота — 398 метров над уровнем моря.

## Население
По результатам официальной переписи 2014 года, постоянное население в Баботи отсутствовало.
| Год  | Население, человек |
| ---- | ------------------ |
| 2002 | 18.                |
| 2014 | ↘ 0                |